# 李鄒
李 鄒（り すう、生没年不詳）は、中国後漢末期の武将。初めは呂布に仕え、のち曹操に降った。徐晃伝に記載がある。
呂布配下だった李鄒は、建安3年（198年）に曹操が呂布征伐に赴き、下邳に呂布を攻めた際、曹操の別動隊を率いた徐晃に趙庶と降った。そののちの事績は伝わっていない。